# 포스데이타
포스데이타 주식회사는 1989년 11월에 설립된 포스코 계열의 정보기술(IT)기업이다. 주로 시스템통합(SI)과 아웃소싱, IT컨설팅, 네크워크통합(NI) 등 IT서비스를 주력사업으로 하고 있으며, 와이브로, u-City 등 최첨단사업을 하고 있다.
본사는 경기도 성남시 분당구 서현동 276-2에 위치해 있으며, 서울 강남구, 경상북도 포항시, 전라남도 광양시 등지에 사무소가 있다. 해외에는 중국 북경과 미국 LA에 법인을 두고 있다.
2010년 1월 22일 포스코 ICT로 통합되었다.

## 개요
- 설립일: 1989.11.27
- 자본금: 408억 (’08년말 기준)
- 인원수: 1,600명 (’08년말 기준)
- 대표이사: 박한용
- 코스닥 상장: 2000.11
- 사업장: 분당, 서울, 포항, 광양, 북경, 미국 LA